# Confine tra Bolivia e Brasile
Il confine tra la Bolivia e il Brasile descrive la linea di demarcazione tra questi due stati. Ha una lunghezza di 3.423 km.

## Storia
Nel corso del primo secolo dopo l'indipendenza del Brasile e della Bolivia, il loro confine comune è cambiato più volte. Inizialmente il confine settentrionale era definito da vari trattati tra le corone di Spagna e Portogallo (che condividono il Vicereame del Perù e la colonia del Brasile), in particolare dal Trattato di San Ildefonso del 1777, che iniziava dal Rio Madeira, vicino all'incirca a Humaitá e spostandosi verso ovest fino a raggiungere la catena montuosa delle Ande.
Nel 1867, durante la Guerra della Triplice Alleanza che contrapponeva il Brasile, l'Argentina e l'Uruguay contro il Paraguay, il Brasile cercò di rinegoziare i suoi confini con la Bolivia con il Trattato di Ayacucho. Il confine settentrionale fu così nuovamente definito, ad est dalla confluenza tra i fiumi Beni e Mamoré e doveva seguire il 10º parallelo sud fino a raggiungere le sorgenti del fiume Javari, la cui esatta ubicazione era sconosciuta. Tali sorgenti erano più a nord di quanto previsto, il che portava a una cresta che divideva il territorio di Acri. La seconda parte del trattato fece perdere alla Bolivia la riva destra del fiume Paraguay.
Il contenzioso della prima parte del trattato ha portato alla Guerra di Acri dal 1899 al 1903. Alla fine del conflitto il Trattato di Petrópolis ridefinì il confine settentrionale della Bolivia, dove l'intero territorio di Acri (brevemente indipendente sotto il nome di Repubblica di Acri) fu annessa al Brasile. Il fiume Abunà definisce il confine tra i due stati nel nord della Bolivia.

## Caratteristiche
Il confine riguarda la parte nord-est della Bolivia e quella ovest del Brasile. Ha un andamento generale da nord-ovest a sud-est.

Mappa della triplice frontiera tra Bolivia, Brasile e Perù

Inizia alla triplice frontiera tra Bolivia, Brasile e Perù. e termina alla triplice frontiera tra Bolivia, Brasile e Paraguay

## Dipartimenti e stati interessati
In Bolivia sono interessati al confine i seguenti dipartimenti (da nord verso sud):
- Dipartimento di Pando
- Dipartimento di Beni
- Dipartimento di Santa Cruz.

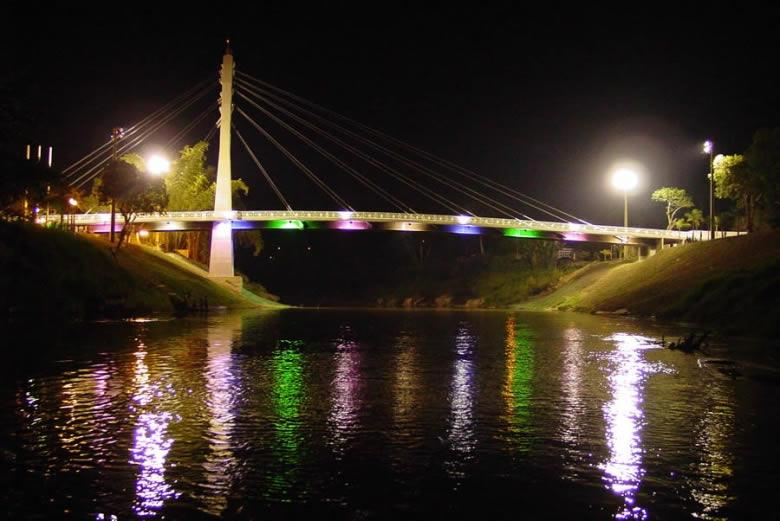
Immagine notturna del Puente Binacional Wilson Pinheiro, che attraversa il fiume Acre unendo le città di Brasiléia, nello stato di Acre (Brasile), e Cobija, in Bolivia

Nel Brasile sono toccati dal confine i seguenti stati:
- Acre
- Rondônia
- Mato Grosso
- Mato Grosso do Sul.